# عملیات ویژه: شیرزن
عملیات ویژه: شیرزن (به انگلیسی: Special Ops: Lioness) مجموعه تلویزیونی مهیج جاسوسی آمریکایی است که توسط تیلور شریدان ساخته شده‌است. این مجموعه از ۲۳ ژوئیۀ ۲۰۲۳ از شبکه پارامونت پلاس آغاز به پخش کرد.

## خلاصه داستان
یک تفنگدار دریایی زن وظیفه دوستی با دخترِ یک فردِ تروریستی را دارد که سازمان اطلاعات مرکزی به دنبال ترور آن است.

## بازیگران
- زوئی سالدانیا در نقش جو
- لیسلا دی اولیویرا در نقش کروز مانوئلوس
- دیو انابل در نقش نیل
- جیل واگنر در نقش بابی
- لامونیکا گرت در نقش دو جام
- جیمز جردن در نقش تاکر
- آستین هبرت در نقش رندی
- جونا وارتون در نقش تکس
- هانا لاو لنیر در نقش کیت
- نیکول کیدمن در نقش کیتلین مید
- مورگان فریمن در نقش ادوین مولینز